# Keld Markuslund
Keld Ivan Markuslund (født 9. juli 1921 i Holmstrup død 20. oktober 1972) var en dansk skuespiller. Efter at have gennemgået Odense Teaters elevskole 1941-1942 blev han ansat ved denne scene frem til 1945. Derefter engagementer i København, blandt andet på Folketeatret 1945-1958, Det Ny Teater 1958-1962 og fast ved tv fra 1965 til sin død. Hans sidste rolle blev i tv-opsætningen af Gustav Wieds roman Livsens ondskab, hvor han meget overbevisende spillede Tummelumsen.

## Filmografi
- Mød mig på Cassiopeia (1951)
- Nålen (1951)
- Vores fjerde far (1951)
- Familien Schmidt (1951)
- Vi arme syndere (1952)
- Min søn Peter (1953)
- Vi som går køkkenvejen (1953)
- Karen, Maren og Mette (1954)
- Sukceskomponisten (1954)
- Det er så yndigt at følges ad (1954)
- Flintesønnerne (1956)
- Den kloge mand (1956)
- Tre piger fra Jylland (1957)
- Mig og min familie (1957)
- Guld og grønne skove (1958)
- Charles' tante (1959)
- Vi er allesammen tossede (1959)
- Forelsket i København (1960)
- Gøngehøvdingen (1961)
- Den kære familie (1962)
- Der brænder en ild (1962)
- Det tossede paradis (1962)